# Methylmerkaptan
Methanthiol nebo také methylmerkaptan (mimo chemii dle PČP metylmerkaptan) je nejjednodušším thiolem a sirným analogem methanolu. Je to přírodní látka, kterou je možné mimo jiné nalézt v krvi a lidském mozku. V přírodě také vzniká v malém množství při rozkladu organických látek. Rovněž je jednou ze složek zemního plynu. Je to silnější kyselina než voda (pKa je asi 10,4). Ve vysokých koncentracích je toxický, čichem je možné jej rozpoznat od koncentrace 0,002 ppm.

## Použití
Většina methylmerkaptanu se používá na výrobu methioninu. Také se používá na výrobu některých plastů a jako prekurzor pro výrobu pesticidů.